# HC Autocentrum Jičín
HC Autocentrum Jičín (celým názvem: Hockey Club Autocentrum Jičín) je český klub ledního hokeje, který sídlí ve městě Jičín v Královéhradeckém kraji. Založen byl v roce 1931. Od sezóny 2018/19 působí v Liberecké krajské lize, čtvrté české nejvyšší soutěži ledního hokeje. Po změně soutěži v roce 2018 se klub přejmenoval na HC Stavební stroje Jičín. Následně se v roce 2021 klub přejmenoval na HC Autocentrum Jičín. Klubové barvy jsou modrá, červená a bílá.
V jičínském klubu působí od roku 2015 i oddíl ženského ledního hokeje. Od sezóny 2017/18 působí ve 2. lize, třetí české nejvyšší soutěži ženského ledního hokeje.
Své domácí zápasy odehrává na zimním stadionu Jičín s kapacitou 500 diváků.

## Přehled ligové účasti

### Umístění mužů
Stručný přehled
Zdroj:
- 1945–1946: Divize – sk. Sever (2. ligová úroveň v Československu)
- 1946–1947: Východočeská divize – sk. B (2. ligová úroveň v Československu)
- 1949–1950: Oblastní soutěž – sk. B2 (2. ligová úroveň v Československu)
- 1999–2001: Východočeský krajský přebor II (5. ligová úroveň v České republice)
- 2001–2002: Východočeský krajský přebor (4. ligová úroveň v České republice)
- 2002–2006: Královéhradecká a Pardubická krajská liga – sk. A (4. ligová úroveň v České republice)
- 2006–2007: bez soutěže
- 2007–2008: Královéhradecký krajský přebor (5. ligová úroveň v České republice)
- 2008–2009: Liberecký krajský přebor (4. ligová úroveň v České republice)
- 2009–2011: Liberecká krajská liga (4. ligová úroveň v České republice)
- 2011–2018: Královéhradecká krajská liga (4. ligová úroveň v České republice)
- 2018– : Liberecká krajská liga (4. ligová úroveň v České republice)

Jednotlivé ročníky
Zdroj:
Legenda: ZČ - základní část, červené podbarvení - sestup, zelené podbarvení - postup, fialové podbarvení - reorganizace, změna skupiny či soutěže
| Československo (1945 – 1993)                                                                  |                                                   |           |          |                                        |                         |
| Sezóny                                                                                        | Soutěž                                            | Úroveň    | ZČ       | Play-off, nadstavba, sk. o udržení...  | Poznámky                |
| 1945/46                                                                                       | Divize – sk. Sever                                | 2. úroveň | 5. místo |                                        | Změna skupiny           |
| 1946/47                                                                                       | Východočeská divize – sk. B                       | 2. úroveň | 6. místo |                                        | Sestup                  |
| ...                                                                                           |                                                   |           |          |                                        |                         |
| 1949/50                                                                                       | Oblastní soutěž – sk. B2                          | 2. úroveň | 5. místo |                                        | Sestup                  |
| ...                                                                                           |                                                   |           |          |                                        |                         |
| Česko (1993 – )                                                                               |                                                   |           |          |                                        |                         |
| Sezóny                                                                                        | Soutěž                                            | Úroveň    | ZČ       | Play-off, nadstavba, sk. o udržení...  | Poznámky                |
| 1999/00                                                                                       | Východočeský krajský přebor II                    | 5. úroveň | ?. místo |                                        |                         |
| 2000/01                                                                                       | Východočeský krajský přebor II                    | 5. úroveň | 1. místo |                                        | Postup                  |
| 2001/02                                                                                       | Východočeský krajský přebor                       | 4. úroveň | ?. místo |                                        | Změna názvu soutěže     |
| 2002/03                                                                                       | Královéhradecká a Pardubická krajská liga – sk. A | 4. úroveň | 1. místo | Finálová část (2. místo)               | Postup/Prodej licence   |
| 2003/04                                                                                       | Královéhradecká a Pardubická krajská liga – sk. A | 4. úroveň | 1. místo | Vítěz KH kraje                         | Baráž                   |
| 2004/05                                                                                       | Královéhradecká a Pardubická krajská liga – sk. A | 4. úroveň | 6. místo | Skupina o umístění (9. místo)          |                         |
| 2005/06                                                                                       | Královéhradecká a Pardubická krajská liga – sk. A | 4. úroveň | 6. místo | Skupina o umístění A (7. místo)        | Odhlášení ze soutěže    |
| V letech 2006–2007 byl klub bez A-mužstva, v soutěžích přihlášena pouze mládežnická družstva. |                                                   |           |          |                                        |                         |
| 2007/08                                                                                       | Královéhradecký krajský přebor                    | 5. úroveň | 5. místo | Skupina o umístění (6. místo)          | Přechod do jiného kraje |
| 2008/09                                                                                       | Liberecký krajský přebor                          | 4. úroveň | 2. místo | Zápas o 3. místo (výhra)               | Změna názvu soutěže     |
| 2009/10                                                                                       | Liberecká krajská liga                            | 4. úroveň | 2. místo | Nadstavba (5. místo)                   |                         |
| 2010/11                                                                                       | Liberecká krajská liga                            | 4. úroveň | 7. místo | Zápas o 3. místo (prohra)              | Přechod do jiného kraje |
| 2011/12                                                                                       | Královéhradecká krajská liga                      | 4. úroveň | 7. místo | Nadstavba B (1. místo)                 |                         |
| 2012/13                                                                                       | Královéhradecká krajská liga                      | 4. úroveň | 6. místo | Zápas o 5. místo (výhra)               |                         |
| 2013/14                                                                                       | Královéhradecká krajská liga                      | 4. úroveň | 3. místo | Zápas o 5. místo (výhra)               |                         |
| 2014/15                                                                                       | Královéhradecká krajská liga                      | 4. úroveň | 5. místo | Zápas o 5. místo (prohra)              |                         |
| 2015/16                                                                                       | Královéhradecká krajská liga                      | 4. úroveň | 6. místo | Čtvrtfinále                            |                         |
| 2016/17                                                                                       | Královéhradecká krajská liga                      | 4. úroveň | 8. místo | Baráž o KLM (2. místo)                 |                         |
| 2017/18                                                                                       | Královéhradecká krajská liga                      | 4. úroveň | 1. místo | Vítěz; odmítnutí kvalifikace o 2. ligu | Přechod do jiného kraje |
| 2018/19                                                                                       | Liberecká krajská liga                            | 4. úroveň | 1. místo | Vítěz                                  | Kvalifikace             |
| 2019/20                                                                                       | Liberecká krajská liga                            | 4. úroveň | 1. místo | Semifinále (výhra)                     | Nedohráno               |
| 2020/21                                                                                       | Liberecká krajská liga                            | 4. úroveň | 2. místo |                                        | Nedohráno               |
| 2021/22                                                                                       | Liberecká krajská liga                            | 4. úroveň | 1. místo | Vítěz                                  | Kvalifikace             |
| 2022/23                                                                                       | Liberecká krajská liga                            | 4. úroveň | 1. místo | Finále (prohra)                        |                         |
| 2023/24                                                                                       | Liberecká krajská liga                            | 4. úroveň | 2. místo | Vítěz                                  | Kvalifikace             |

### Umístění žen
Stručný přehled
Zdroj:
- 2017–2020: 2. liga (3. ligová úroveň v České republice)
- 2020-2021: 1.liga (2. ligová úroveň v České republice)
- 2021- : 2. liga (3. ligová úroveň v České republice)

Jednotlivé ročníky
Zdroj:
Legenda: ZČ - základní část, červené podbarvení - sestup, zelené podbarvení - postup, fialové podbarvení - reorganizace, změna skupiny či soutěže
| Česko (2017 – ) |         |           |          |                                       |          |
| Sezóny          | Soutěž  | Úroveň    | ZČ       | Play-off, nadstavba, sk. o udržení... | Poznámky |
| 2017/18         | 2. liga | 3. úroveň | 5. místo |                                       |          |
| 2018/19         | 2. liga | 3. úroveň | 3. místo |                                       |          |
| 2019/20         | 2. liga | 3. úroveň | 1. místo | výhra v baráži 2:0 na zápasy          | postup   |
| 2020/21         | 1.liga  | 2. úroveň | 6. místo | nedohráno covid 19                    | sestup   |
| 2021/22         | 2. liga | 3. úroveň | 3. místo |                                       |          |